# Heterostylidiplosis serpentinus
Heterostylidiplosis serpentinus är en tvåvingeart som beskrevs av Fedotova och Vasily S. Sidorenko 2004. Heterostylidiplosis serpentinus ingår i släktet Heterostylidiplosis och familjen gallmyggor. Inga underarter finns listade i Catalogue of Life.